# Ali ben Hammud al-Nasir
`Alî ibn Hammûd, surnommé al-Nâsir (le victorieux) (en arabe : al-nāṣir ʿalī ben ḥammūd, الناصر علي بن حمود), est un émir de Malaga et d'Algésiras de 1010 à 1018, puis calife de Cordoue de 1016 à 1018. Il est issu d'une famille idrisside, étant le fils de Hammûd ibn Maymûn ibn Hammûd ibn 'Alî ibn 'Ubaydi Llâh ibn 'Umar ibn Idrîs ibn Idrîs ibn 'Abdi Llâh ibn Al-Hasan ibn Al-Hasan ibn 'Alî ibn Abî Tâlib.
Possesseur des places fortes de Tanger, Algésiras et Ceuta, et profitant de la faiblesse des califes omeyyades de Cordoue, il se proclame indépendant du califat et s'empare de Malaga.
Puis il se dirige vers Cordoue à la tête d'une importante armée, accompagné de son frère Al-Qâsîm. Le calife Sulayman est rapidement vaincu, fait prisonnier puis mis à mort. Ali se proclame alors calife le 7 juillet 1016. D'abord populaire en raison de son esprit de justice, sa sévérité conduisit la population à la révolte, et il est assassiné en avril 1018 par trois gardes slaves.

## Source
- André Clot, L’Espagne musulmane (VIIIe~XVe siècle), Paris, Perrin, 1999 (réimpr. 1999), 429 p. [détail des éditions] (ISBN 2-262-01425-6)